# Compsobuthus tofti
Espèce
Compsobuthus tofti est une espèce de scorpions de la famille des Buthidae.

## Distribution
Cette espèce est endémique d'Afghanistan. Elle se rencontre vers Kondoz.

## Description
Le mâle holotype mesure 17,6 mm.

## Étymologie
Cette espèce est nommée en l'honneur de Søren Toft.

## Publication originale
- Lourenço, 2001 : « A new species of Compsobuthus Vachon, 1949 from Afghanistan (Scorpiones, Buthidae). » Entomologische Mitteilungen aus dem Zoologischen Museum Hamburg, vol. 13, no 164, p. 315-319 (texte intégral).